# جيف نيلسون (منتج أسطوانات)
جيف نيلسون (بالإنجليزية: Jeff Nelson)‏ هو منتج أسطوانات أمريكي، ولد في 1962 في جنوب أفريقيا.

## وصلات خارجية
- جيف نيلسون على موقع IMDb (الإنجليزية)
- جيف نيلسون على موقع ميوزك برينز (الإنجليزية)
- جيف نيلسون على موقع أول ميوزيك (الإنجليزية)
- جيف نيلسون على موقع ديسكوغز (الإنجليزية)